# Liste des essences forestières européennes

## Essencesindigènes

### Feuillus
- Alisier blanc, Sorbus aria Crantz, Rosacées
- Alisier torminal, Sorbus torminalis Crantz, Rosacées
- Aulne blanc, Alnus incana Desf., Bétulacées
- Aulne de Corse, Alnus cordata (L.) Moench, Bétulacées
- Aulne glutineux ou Verne, Alnus glutinosa (L.) Gaertn., Bétulacées
- Bouleau pubescent, Betula pubescens Ehrh., Bétulacées
- Bouleau verruqueux, Betula pendula Roth, Bétulacées
- Cerisier à grappes, Prunus padus L., Rosacées
- Cerisier de Sainte Lucie, Prunus mahaleb L., Rosacées
- Charme commun, Carpinus betulus L., Bétulacées
- Charme d'Orient, Carpinus orientalis Mill., Bétulacées
- Ostryer à feuilles de charme, Ostrya carpinifolia Scop., Bétulacées
- Châtaignier, Castanea sativa Mill., Fagacées
- Chêne chevelu, Quercus cerris L., Fagacées
- Chêne de Grèce ou chêne du mont Thabor, Quercus ithaburensis Decne., Fagacées
- Chêne de Hongrie ou chêne d'Italie, Quercus frainetto Ten., Fagacées
- Chêne-liège, Quercus suber L., Fagacées
- Chêne pédonculé, Quercus robur L. (syn. Quercus pedunculata), Fagacées
- Chêne faginé ou chêne du Portugal, Quercus faginea Lam., Fagacées
- Chêne pubescent, Quercus pubescens Willd., Fagacées
- Chêne rouvre ou chêne sessile, Quercus petraea (Matt.) Liebl., Fagacées
- Chêne tauzin, Quercus tauza Bosc., Fagacées
- Chêne vert ou Yeuse, Quercus ilex L., Fagacées
- Chêne zéen ou chêne des Canaries, Quercus canariensis Willd., Fagacées
- Quercus hartwissiana Steven, Fagacées
- Quercus dalechampii Ten., Fagacées
- Cormier ou sorbier domestique, Sorbus domestica L., Rosacées
- Érable à feuilles d'obier, Acer opalus Mill., Sapindacées (Acéracées)
- Érable des Balkans, Acer heldreichii Orph. ex Boiss., Sapindacées (Acéracées)
- Érable champêtre, Acer campestre L., Sapindacées (Acéracées)
- Érable de Montpellier, Acer monspessulanum L., Sapindacées (Acéracées)
- Érable plane, Acer platanoides L., Sapindacées (Acéracées)
- Érable sycomore, Acer pseudoplatanus L., Sapindacées (Acéracées)
- Frêne commun, Fraxinus excelsior Bieb., Oléacées
- Frêne à fleurs ou orne, Fraxinus ornus L., Oléacées
- Frêne à feuilles étroites, Fraxinus angustifolia Vahl, Oléacées
- Frêne velu, Fraxinus pallisiae Wilmott, Oléacées
- Hêtre commun, Fagus sylvatica L., Fagacées
- Marronnier d'Europe, Aesculus hippocastanum L., Sapindacées (Hippocastanacées)
- Merisier, Prunus avium (L.) L., Rosacées
- Micocoulier de Provence, Celtis australis L., Ulmacées
- Noisetier de Byzance ou coudrier du Levant, Corylus colurna L., Bétulacées
- Noyer d'Europe, Juglans regia L., Juglandacées
- Orme champêtre, Ulmus minor Mill., Ulmacées
- Orme lisse, Ulmus laevis Pall., Ulmacées
- Orme de montagne ou orme blanc, Ulmus glabra Huds., Ulmacées
- Peuplier blanc, Populus alba L., Salicacées
- Peuplier noir, Populus nigra L., Salicacées
- Peuplier tremble, Populus tremula L., Salicacées
- Platane d'Orient, Platanus orientalis L., Platanacées
- Poirier sauvage, Pyrus communis L., Rosacées
- Pommier sauvage, Malus sylvestris Mill., Rosacées
- Saule blanc, Salix alba L., Salicacées
- Saule fragile, Salix fragilis L., Salicacées
- Saule marsault, Salix caprea L., Salicacées
- Sorbier des oiseleurs, Sorbus aucuparia L., Rosacées
- Tilleul à grandes feuilles, Tilia platyphyllos Scop., Malvacées (Tiliacées)
- Tilleul à petites feuilles, Tilia cordata Mill., Malvacées (Tiliacées)
- Tilleul argenté, Tilia tomentosa Moench, Malvacées (Tiliacées)
- Tilleul du Caucase, Tilia dasystyla Maxim., Malvacées (Tiliacées)

### Résineux
- Cyprès méditerranéen, Cupressus sempervirens L., Cupressacées
- Épicéa commun, Picea abies (L.) H. Karst., Pinacées
- Épicéa de Serbie, Picea omorika (Pančić) Purk.,Pinacées
- If commun, Taxus baccata, Taxacées
- Mélèze d'Europe, Larix decidua Mill., Pinacées
- Pin cembro ou arolle, Pinus cembra L., Pinacées
- Pin d'Alep, Pinus halepensis Mill., Pinacées
- Pin de Bosnie, Pinus heldreichii , Pinacées
- Pin de Macédoine, Pinus peuce Griseb., Pinacées
- Pin de montagnes, Pinus mugo Turra, Pinacées
- Pins noirs
  - Pin noir d'Autriche, Pinus nigra J. F. Arnold subsp. nigra, Pinacées
  - Pin laricio de Corse, Pinus nigra J. F. Arnold subsp. laricio var corsicana' (Dunal) Franco, Pinacées
  - Pin laricio de Calabre, Pinus nigra J. F. Arnold subsp. laricio var calabrica (Dunal) Franco, Pinacées
  - Pin de Salzmann, Pinus nigra J. F. Arnold subsp. salzmannii (Dunal) Franco, Pinacées
- Pin maritime, Pinus pinaster Aiton, Pinacées
- Pin pignon ou pin parassol, Pinus pinea L., Pinacées
- Pin sylvestre, Pinus sylvestris L., Pinacées
- Sapin pectiné ou sapin blanc ou sapin argenté, Abies alba Mill., Pinacées
- Sapin d'Andalousie ou sapin d'Espagne, Abies pinsapo Boiss., Pinacées
- Sapin de Céphalonie, Abies cephalonica Loud., Pinacées
- Sapin de Nordmann, Abies nordmanniana Spach, Pinacées

## Principales essences introduites

### Résineux
- Calocèdre d'Amérique, Calocedrus decurrens (Torr.) Florin, Cupressacées
- Cèdre de l'Atlas, Cedrus atlantica (Endl.) G. Manetti ex Carrière, Pinacées
- Cyprès de Lawson, Chamaecyparis lawsoniana (A. Murray) Parl., Cupressacées
- Douglas vert, Pseudotsuga menziesii (Mirb.) Franco var. menziesii, Pinacées
- Épicéa de Sitka, Picea sitchensis (Bong.) Carr., Pinacées
- Mélèze du Japon, Larix kaempferi (Lamb.) Carr., Pinacées
- Pin blanc d'Amérique, Pinus strobus L., Pinacées
- Pin à l'encens, Pinus taeda L., Pinacées
- Pin des Canaries, Pinus canariensis C.Sm., Pinacées
- Pin de Monterey, Pinus radiata D. Don, Pinacées
- Pin tordu, Pinus contorta Douglas ex Loudon, Pinacées
- Sapin de Vancouver, Abies grandis Lindl., Pinacées
- Séquoia à feuilles d'if, Sequoia sempervirens, Cupressacées
- Séquoia géant, Sequoiadendron giganteum, Cupressacées
- Thuya géant, Thuja plicata Don., Cupressacées
- Pruche de l'ouest, Tsuga heterophylla Sarg., Pinacées

### Feuillus
- Cerisier tardif, Prunus serotina Erth., Rosacées
- Chêne rouge d'Amérique, Quercus rubra L., Fagacées
- Chêne des marais, Quercus palustris Münchh., Fagacées
- Chêne écarlate, Quercus coccinea Münchh., Fagacées
- Copalme d'Amérique, Liquidambar styraciflua L., Hamamélidacées
- Érable negundo , Acer negundo L., Sapindacées
- Noyer noir, Juglans nigra L., Juglandacées
- Peuplier hybride euraméricain, Populus × canadensis Moench, Salicacées
- Peuplier deltoïde, Populus deltoides W. Bartram ex Marshall, Salicacées
- Peuplier baumier de l'Ouest, Populus trichocarpa Torr. & A.Gray ex Hook., Salicacées
- Peuplier hybride interaméricain, Populus × generosa, Salicacées
- Robinier faux-acacia, Robinia pseudacacia L., Fabacées
- Tulipier de Virginie, Liriodendron tulipifera L., Magnoliacées
- Diverses espèces d’Eucalyptus (Myrtacées), comme Eucalyptus globulus, Eucalyptus gunnii, Eucalyptus dalrympleana, Eucalyptus gundal, Eucalyptus camaldulensis, etc.

### Monocotylédones
- Bambou sp.
- Palmier sp.